# 1972年中華民國總統選舉

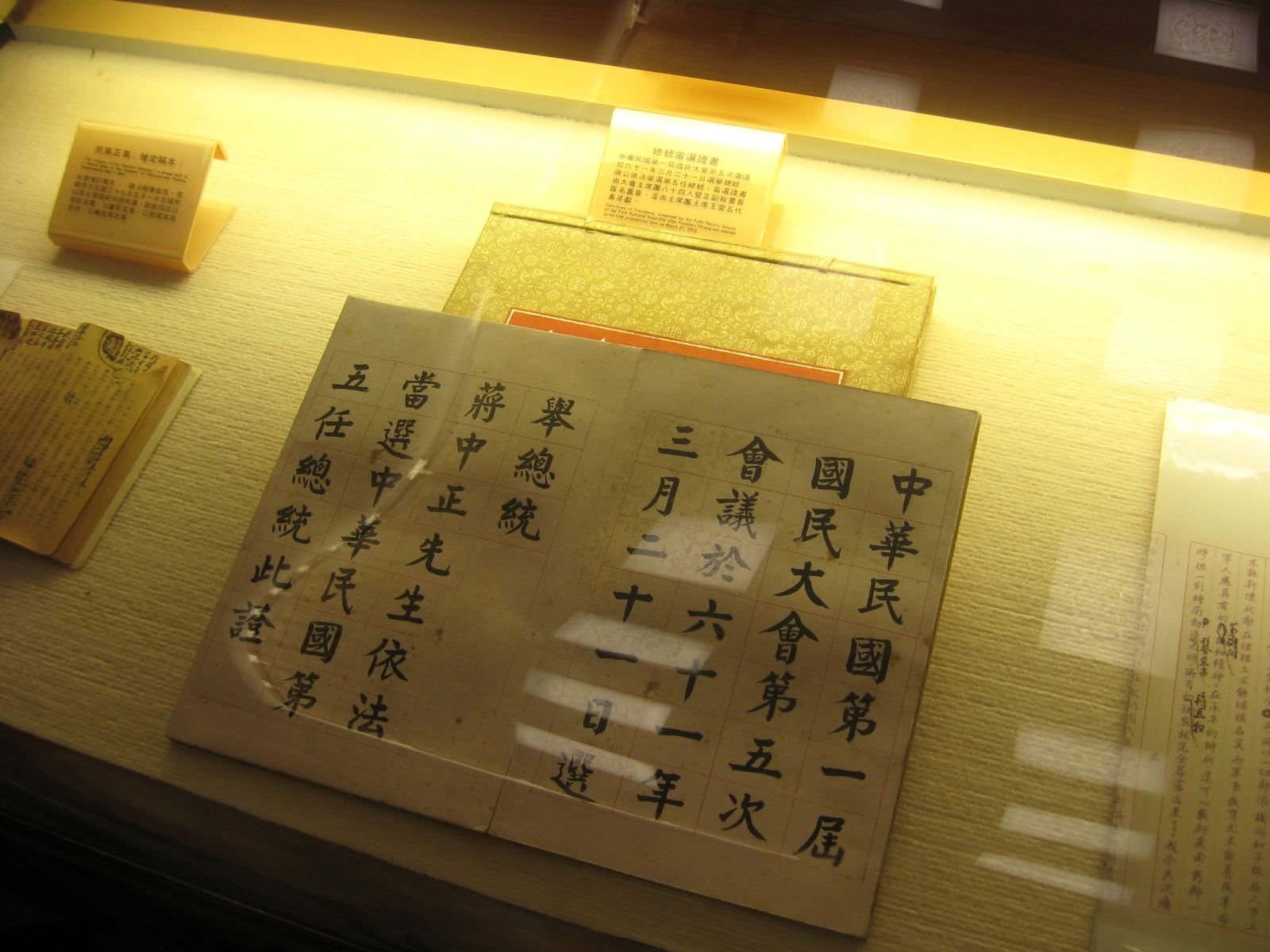
中華民國第五任總統當選證書

1972年中華民國總統選舉，即中華民國第五任總統副總統選舉，選舉方式為國民大會代表（以下簡稱國大代表）參與投票的間接選舉。選舉地點在臺北市陽明山中山樓，時間為1972年3月21日。而該任副總統選舉則於隔日的3月22日舉行。選舉結果由時任總統蔣中正連任第五屆總統，時任副總統嚴家淦則連任副總統，1975年4月5日，蔣中正總統在士林官邸病逝，享年87歲。嚴家淦依憲法繼任為中華民國總統，副總統一職則空缺。

## 背景
1972年（民國六十一年），年邁85歲的蔣中正競選第五屆中華民國總統。事實上，蔣中正的連選五屆競選法源是來自1960年的修法，該修法中凍結了總統連任次數的限制；另一方面，他的競選也是為了替他的兒子、之後任行政院院長的蔣經國備妥接班的環境。當時蔣中正健康狀況已出現某些危機：選舉之前，他就因為心脏病與一場交通事故而逐漸淡出權力核心。1975年，蔣中正病逝。

## 過程
3月21日早上，中華民國第五任總統選舉開始舉行。主席為國大代表團推舉出來的國大代表王雲五，參選情況為國民黨總統候選人蔣中正的同額競選。該選舉中共有1,374人參加投票。經唱票後，時任總統蔣中正以1,308票的絕對多數獲得連任。另外，他所搭檔時任副總統嚴家淦，也於隔日的副總統選舉中以超過半數的1,095票獲得連任。

## 得票情形
| 候選人 | 候選人 | 政黨  | 政黨       | 得票   | 得票   | 當選 |
| ------ | ------ | ----- | ---------- | ------ | ------ | ---- |
| 候選人 | 候選人 | 政黨  | 政黨       | 票數   | 得票率 | 當選 |
| 總統   | 蔣中正 |       | 中國國民黨 | 1,308  | 99.39% | 當選 |
| 副總統 | 嚴家淦 | 1,095 | 中國國民黨 | 83.78% |        | 當選 |

## 備註
- 1975年4月5日，蔣中正總統在台北病逝，享壽89歲。嚴家淦依憲法繼任為中華民國總統，副總統一職則空缺，至1978年5月20日才由第六任謝東閔繼任。
- 1947年於中國（包括台灣跟中國大陸）選出的國大代表為3,045名。1954年2月於台北報到的國大代表人數為1,578名，到1978年為止，1,284名國大代表中約有八成五以上仍是由中國大陸選出的所謂「萬年國代」。
- 中華民國58年（1969年），有鑑於老國代日漸凋零，國民大會需要新血注入。于是於中華民國自由地區舉行國代增額補選，任期6年。
- 1950年中華民國立法院修法，將國民大會開會人數從二分之一改成三分之一。
- 1960年3月舉行的1960年中華民國總統選舉之後，國民大會代表與總統選舉選舉人的法定總人數改採「報到人數」，即不採計滯留在中國大陸的國大代表人數。
- 依中華民國法律，即使同額競選，該總統選舉首輪投票仍需過半數方能當選，否則需要舉行第二輪。